# Jung Dragons
Jung Dragons var en gruppe af wrestlere i WCW, der blev dannet i foråret 2000 og eksisterede frem til firmaets lukning i 2001.

## Biografi

### Medlemmer
- Jamie-San var maskeret, og det eneste medlem der ikke var af japansk oprindelse. Dette blev dog først afsløret i slutningen af 2000, da han mistede sin maske og afslørede at Jamie Knoble var manden bag masken. Han forlod gruppen efter dette.
- Jimmy Yang var blot 18 år da han debuterede i WCW som medlem af Jung Dragons. Han og Kaz Hayashi fortsatte som tag team, da Jamie Knoble forlod gruppen.
- Kaz Hayashi var den eneste rigtige japaner i gruppen, og fortsatte med at tagge med Jimmy Yang, efter Jamie-San forlod gruppen.